# Short Sea Cat
Sea Cat var en brittisk luftvärnsrobot som i Sverige användes under namnet Robot 07. Det var en korthållsrobot avsedd att ersätta Bofors 40 mm automatkanon på örlogsfartyg av alla storlekar.  Det var världens första operativa fartygsburna närförsvarsrobotsystem och konstruerades så att befintliga Boforskanoner kunde bytas ut med ett minimum av modifieringar av fartyget. En rörlig landbaserad version kallades Tigercat, som dock inte användes i Sverige.

## Tillkomsthistoria
Sea Cat konstruerades av firman Short Brothers i Belfast för användning mot snabba jetflygplan, som visade sig vara alltför svåra mål för de krigstida Boforskanonerna. Robotkonstruktionen var baserad på firmans prototyp till en australiensisk pansarvärnsrobot. 

## Egenskaper
Sea Cat var en liten robot med underljudsfart, vilken drevs av en tvåstegs krutraketmotor. Den styrdes via radio av fyra korsvis placerade vingar och stabiliserades av fyra baktill placerade fenor. Det vridbara startstativet innehöll fyra robotar och sändarantenn.
Roboten styrdes av en skytt som förfogade över ett radarstyrt sikte som visade var målet fanns. Skytten avfyrade roboten och styrde in denna i siktkikarens hårkors med hjälp av dess avgasflammor. Skytten behövde inte se själva målet, vilket betydde att det fungerade även under mörker.

## Användning

### I Sverige

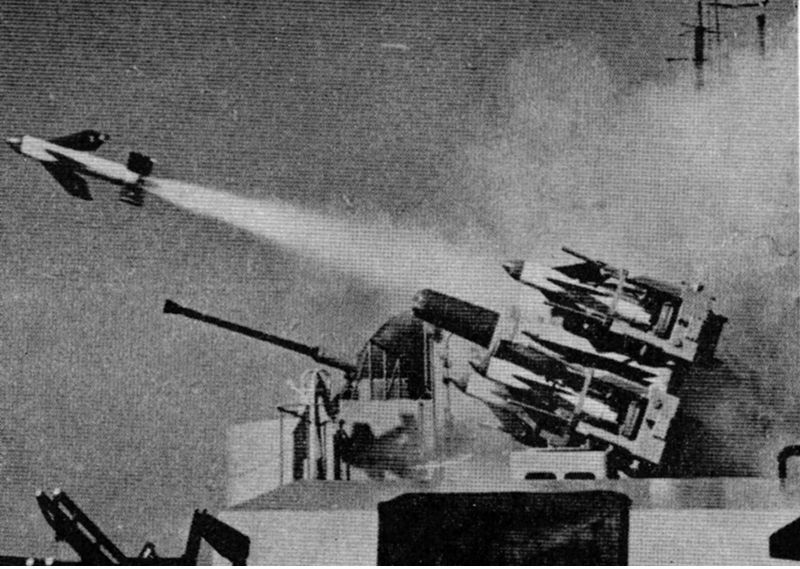
Robot 07, Skjutning från jagaren Södermanland.

Marinförvaltningen tecknade år 1960 ett första kontrakt med firman Short Brothers om inköp av två system för jagarna HMS Södermanland och HMS Gästrikland. Två år senare genomfördes provskjutningar och 1963 var systemet operativt. Det installerades senare även på  HMS Östergötland och HMS Hälsingland.
Robot 07 utgick med jagarna kring början av 1980-talet.

### Falklandskriget
Systemet användes av Storbritannien i falklandskriget år 1982, dock utan större framgång. Av cirka 80 avlossade robotar träffade endast en. Efter kriget ersattes systemet snabbt av det modernare systemet Sea Wolf på brittiska fartyg.

## Länder som använt roboten
- Argentina
  -  Argentinas armé
  -  Argentinas flotta två batterier installerade på ARA General Belgrano
- Australien
- Brasilien
- Chile
- Tyskland
- Indien
- Iran
- Jordanien
- Malaysia
- Nya Zeeland
- Nigeria
- Qatar
- Sydafrika
- Sverige
- Thailand
- Venezuela
- Zimbabwe